# اورین هچ
اورین هچ ((به انگلیسی: Orrin Hatch)؛ زادهٔ ۲۲ مارس ۱۹۳۴ – ۲۳ آوریل ۲۰۲۲)، سناتور ایالت یوتا در سنای ایالات متحده آمریکا بود که برای نخستین‌بار در ۳ ژانویهٔ ۱۹۷۷ به‌عضویت این مجلس درآمد. وی در زمرهٔ سناتورهای گروه اول بود که تا تاریخ ۳ ژانویهٔ ۲۰۱۹ در این مجلس بود.
هچ به عنوان پرسابقه‌ترین عضو حزب در اکثریت، رئیس موقت سنا بود.

## زندگی شخصی
هچ و همسرش ایلین هنسن در ۲۸ اوت ۱۹۵۷ ازدواج کردند. این دو صاحب شش فرزند شدند.
هچ از اعضای کلیسای عیسی مسیح قدیسان آخرالزمان بود. با این که در پنسیلوانیا زاده شده، والدینش بزرگ شدهٔ یوتا بودند و اجدادش از اعضای کلیسای قدیسان آخرالزمان در نائوو، ایلینوی بودند. هچ میسیونری را در ایالات منطقه دریاچه‌های بزرگ سپری کرد.
او پیانو، ویولن و ارگ می‌نواخت.
او که در جوانی بوکسور بود و سابقه دوستی با «محمد علی» بوکسور معروف را داشت به یوتا مهاجرت کرد و در سال ۱۹۷۷ از ایالت یوتا وارد سنا شد.
سناتور هچ در سال ۲۰۰۰ در انتخابات ریاست جمهوری نامزد شد اما رقابت درون حزبی را به جرج دابلیو. بوش باخت و کناره‌گیری کرد.
به جای هچ در انتخابات نوامبر ۲۰۱۸، میت رامنی انتخاب شد.

## مرگ
هچ در ۲۳ آوریل ۲۰۲۲ در سالت لیک سیتی در سن ۸۸ سالگی بر اثر سکته که هفته قبل داشت درگذشت.